# Calderari

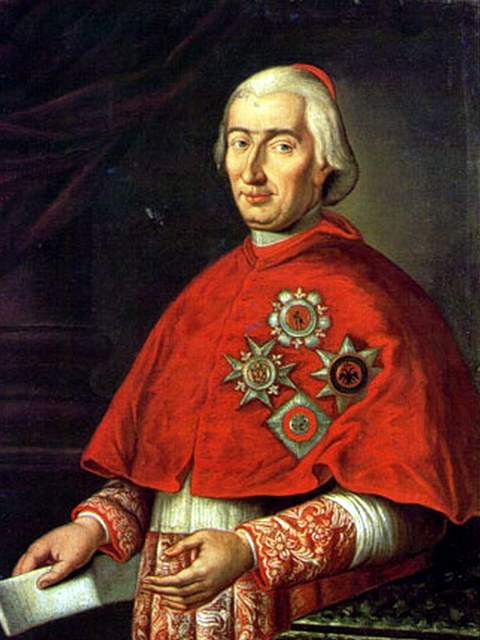
Il cardinale Fabrizio Ruffo, fondatore del movimento sanfedista al quale la loggia calderaia faceva riferimento

Quella dei Calderari o Calderali, ovvero Calderai fu un'associazione segreta reazionaria,  legittimista e filo-borbonica, costituita agli inizi del XIX secolo in opposizione alle sette antimonarchiche e filo-francesi della Carboneria e affini, queste ultime di matrice illuminista e liberale.

## Storia

### La fondazione in opposizione alle logge liberali
Nel corso della Restaurazione i governi adottarono come strategia di lotta alla Carboneria e ad analoghe associazioni segrete sovversive,  la costituzione di medesimi gruppi settari che si ripromettevano intenti antitetici a quelli dei gruppi contro i quali combattevano.
La società dei Calderari, definita anche «del contrappeso», perché la loro attività era contrapposta a quella dei carbonari, è conosciuta come società reazionaria, che perseguì una politica finalizzata al controllo del territorio. Fu quasi sicuramente istituita nel 1816 per volere di Antonio Capece Minutolo, principe di Canosa e ministro di polizia del Regno delle Due Sicilie.
Minutolo, condannato a 5 anni di reclusione dai Borbonici dopo l'esperienza repubblicana nel regno di Napoli, poi amnistiato, si distinse nella lotta ai governi stranieri del Re Giuseppe Bonaparte e di Gioacchino Murat, applicando una strategia occulta che favoriva il brigantaggio e la reazione borbonica in funzione antifrancese.
A seguito della seconda restaurazione gli venne attribuito l'incarico di direttore della polizia del regno e in questa veste promosse la formazione di una nuova setta reazionaria, sanfedista e antiliberale, al servizio della monarchia e di numerosi emigranti napoletani che avevano lavorato come calderai a Palermo; per la ricca presenza di questi ultimi l'associazione fu riconnessa nel nome e nel simbolo (una caldaia sotto cui si consuma del carbone) alle maestranze calderaie.

### L'organizzazione e la fine
La loggia calderara era accresciuta anche da ex componenti della carboneria, dalla quale erano stati allontanati in epoca murattiana, ed era suddivisa in curie. Gli affiliati erano tripartiti gerarchicamente in Amico Cavaliere, Principe e Gran Principe. Tra di essi era in uso un linguaggio criptico e un ricco catalogo gestuale finalizzato al riconoscimento degli aderenti e alla loro comunicazione.
Poco tempo dopo la sua formazione l'associazione crebbe in importanza e potere. Godendo del favore del governo agì spesso senza controllo. La setta conobbe tuttavia un rapido declino: ambasciatori di Austria e Russia fecero sì che il 14 giugno del 1816 il Minutolo fosse esautorato e che riprendesse vigore la legge del 4 aprile 1814, che proibiva la creazione di società segrete.
Per quanto privata del suo fondatore e delegittimata, l'organizzazione calderara proseguì la propria attività clandestina fino alla dissoluzione definitiva. I suoi membri confluirono in altre associazioni, alcune anche vicine alla carboneria.